# Bommalinganahalli, Molakalmuru
Bommalinganahalli là một làng thuộc tehsil Molakalmuru, huyện Chitradurga, bang Karnataka, Ấn Độ.